# 2010 LQ68
2010 LQ68, também escrito como 2010 LQ68, é um objeto transnetuniano que está localizado no Cinturão de Kuiper, uma região do Sistema Solar. Ele possui uma magnitude absoluta de 7,6 e tem um diâmetro estimado com cerca de 133 km.

## Descoberta
2010 LQ68 foi descoberto no dia 11 de junho de 2010 pelos astrônomos M. Yagi, Y. Komiyama, F. Nakata e S. Shinogi.

## Órbita
A órbita de 2010 LQ68 tem uma excentricidade de 0,223 e possui um semieixo maior de 44,987 UA. O seu periélio leva o mesmo a uma distância de 34,959 UA em relação ao Sol e seu afélio a 55,015 UA.